# Larmet går
Larmet går (engelska: Emergency!) är ett amerikanskt sjukhusdrama som producerades av Universal Television och sändes av NBC mellan 1972 och 1977.
Serien hade svensk premiär i juli 1978.

## Rollista i urval
- Robert Fuller – Kelly Brackett, akutläkare
- Julie London – Dixie McCall, akutsköterska
- Bobby Troup – Joe Early, akutläkare
- Randolph Mantooth – John Gage, ambulanssköterska
- Kevin Tighe – Roy DeSoto, ambulanssköterska
- John Smith – kapten Hammer, brandchef